# Grabnik (gmina Adamów)
Grabnik – wieś w Polsce położona w województwie lubelskim, w powiecie zamojskim, w gminie Adamów.
W latach 1975–1998 miejscowość należała administracyjnie do województwa zamojskiego.
Wieś nie ma statusu sołectwa. Według Narodowego Spisu Powszechnego z roku 2011 wieś liczyła 13 mieszkańców i była piętnastą co do liczby ludności miejscowością gminy.
Wierni Kościoła rzymskokatolickiego należą do parafii Przemienienia Pańskiego w Suchowoli.